# Sonata per pianoforte n. 13 (Mozart)
La Sonata per pianoforte n. 13 in si bemolle maggiore, K. 333/315c, è una composizione di Wolfgang Amadeus Mozart, composta a Linz alla fine del 1783.

## Datazione
La sonata fu pubblicata il 21 aprile 1784 a Vienna dall'editore Christoph Torricella, assieme alla Sonata per pianoforte n. 6 K. 284 e alla Sonata per pianoforte e violino in si bemolle maggiore K. 454, con l'indicazione di "op. n. 7". L'effettiva data di composizione non è facilmente determinabile. Il manoscritto non è vergato sul tipo di carta da musica che Mozart era solito utilizzare nel suo periodo viennese, cosicché gli studiosi pensarono inizialmente che il brano fosse stato composto prima che Mozart si trasferisse a Vienna. Il musicologo Ludwig von Köchel, nella prima edizione del suo catalogo delle opere di Mozart (1862), diede la data ipotetica del 1779. In seguito (1936) lo studioso Georges de Saint-Foix specificò la data di composizione in "Salisburgo, inizio di gennaio - marzo 1779". Successivamente Alfred Einstein, nella terza edizione del catalogo Köchel (1937), ritenne che la sonata fosse stata scritta nella "tarda estate del 1778 a Parigi". Quest'ultima datazione fu mantenuta fino alla sesta edizione del catalogo Köchel (1964).
Tali datazioni sono state invalidate dalle scoperte di Wolfgang Plath e Alan Tyson. Sulla base dell'autografo mozartiano, Plath data la composizione del brano al periodo 1783/84, «probabilmente non molto precedentemente alla prima pubblicazione». Inoltre Tyson dimostra, mediante l'esame della carta del manoscritto, che l'opera è stata composta alla fine del 1783, probabilmente a novembre, più o meno nello stesso periodo della Sinfonia Linz, K. 425. Questa nuova datazione appare più plausibile anche secondo criteri di tipo stilistico.

## Movimenti
La sonata è in tre movimenti:
1. Allegro
2. Andante cantabile
3. Allegretto grazioso

La durata di esecuzione media è di circa 23 minuti.

### I. Allegro
Il primo movimento, in forma sonata, ha carattere affabile e regolare e scorre con grazia, mostrando l'influenza della contemporanea musica italiana; tuttavia la conduzione delle parti e la presenza di ombre che occasionalmente sembrano oscurare il luminoso paesaggio del brano mostrano un'impronta inconfondibilmente mozartiana. Lo sviluppo inizia in fa maggiore e modula attraverso varie tonalità prima di tornare alla tonica di si bemolle maggiore.

### II. Andante cantabile
Il movimento centrale è anch'esso in forma sonata. Esso rivela un sentimento profondo e intimo; nello sviluppo, al primo tema è attribuito un carattere meditativo e quasi minaccioso, con un senso di tensione che permane sino alla fine del brano. Un evidente cromatismo caratterizza questo movimento.

### III. Allegretto
Il terzo movimento è in forma di rondò, di carattere quasi concertistico: in esso sembrano infatti alternarsi "soli" e "tutti", e alla fine vi è persino una sorta di cadenza, che conclude in modo brillante la sonata.

## Riferimenti nella cultura di massa
Il primo movimento fu eseguito nel 1969 alla Royal Albert Hall dai Mothers of Invention, i quali nell'occasione offrirono una breve esibizione coreutica, presentata dallo stesso Frank Zappa come una «grotesque parody of the art of ballet dancing» ("grottesca parodia dell'arte del balletto").